# Lagenandra meeboldii
Lagenandra meeboldii là một loài thực vật có hoa trong họ Ráy (Araceae). Loài này được (Engl.) C.E.C.Fisch. mô tả khoa học đầu tiên năm 1931.